# Wim Crouwel

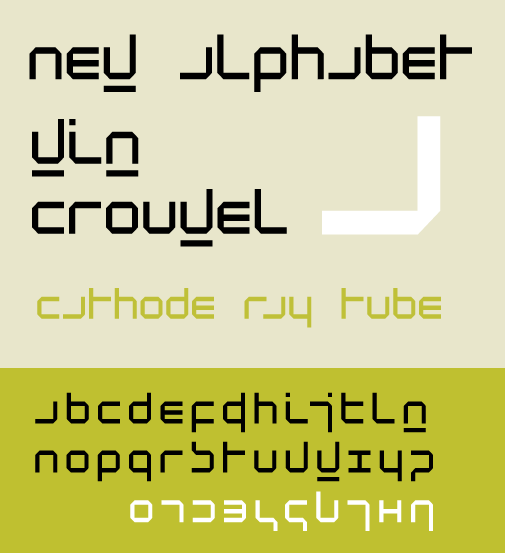
Type face
New Alphabet

Willem Hendrik (Wim) Crouwel (21. listopadu 1928 Groningen – 19. září 2019) byl nizozemský grafický designér a typograf.
Crouwel byl sice zastáncem tvořivých principů „švýcarské školy“, avšak její racionalismus nejednou hraničící s dogmatismem vyvažoval důrazem na estetiku a řešení autentických lidských potřeb.
V roce 1963 založil grafické studio Total Design (v současnosti Total Identity). Roku 1981 spolupracovalo se studiem Dumbar při tvorbě vizuální identity holandské státní pošty (PTT).